# Elecciones regionales de Huancavelica de 2010
Las elecciones regionales de Huancavelica de 2010 se llevaron a cabo el 3 de octubre de 2010 para elegir al presidente regional, al vicepresidente regional y al Consejo Regional para el periodo 2011-2014. La elección se celebró simultáneamente con elecciones regionales y municipales (provinciales y distritales) en todo el Perú.
Como resultado de esta elección, Maciste Díaz Abad, candidato del Movimiento Independiente Trabajando para Todos, obtuvo el 30.49% de votos válidos y resultó electo como presidente regional de Huancavelica.

## Sistema electoral
El Gobierno Regional de Huancavelica es el órgano administrativo y de gobierno del departamento de Huancavelica. Está compuesto por el presidente regional, el vicepresidente regional y el Consejo Regional.
La votación se realiza en base al sufragio universal, que comprende a todos los ciudadanos nacionales mayores de dieciocho años, empadronados y residentes en el departamento de Huancavelica y en pleno goce de sus derechos políticos.
El presidente y vicepresidente regional son elegidos por sufragio directo. Para que un candidato sea proclamado ganador debe obtener no menos de 30 % de votos válidos. En caso ningún candidato logre ese porcentaje en la primera vuelta electoral, los dos candidatos más votados participan en una segunda vuelta o balotaje.
El Consejo Regional de Huancavelica está compuesto por 7 consejeros elegidos por sufragio directo para un período de cuatro (4) años. Cada provincia del departamento de Huancavelica constituye una circunscripción electoral. La votación es por lista cerrada y bloqueada. Se asigna a la lista ganadora los escaños según el método d'Hondt. La distribución y el número de consejeros regionales es la siguiente:
| Circunscripción                                                                  | Escaños | Mapa |
| -------------------------------------------------------------------------------- | ------- | ---- |
| Acobamba, Angaraes, Castrovirreyna, Churcampa, Huancavelica, Huaytará y Tayacaja | 1       |      |

## Composición del Consejo Regional de Huancavelica
La siguiente tabla muestra la composición del Consejo Regional de Huancavelica antes de las elecciones.
| Partidos | Partidos                                        | Consejeros |
| -------- | ----------------------------------------------- | ---------- |
|          | Proyecto Integración de Comunidades Organizadas | 5          |
|          | Movimiento Independiente Trabajando para Todos  | 2          |

## Partidos y candidatos
A continuación se muestra una lista de los principales partidos y alianzas electorales que participaron en las elecciones:
| Candidatura | Candidatura | Partidos y alianzas                                                     | Candidato | Candidato                      | Ideología                                                         | Resultado previo | Resultado previo | Ref.  |
| Candidatura | Candidatura | Partidos y alianzas                                                     | Candidato | Candidato                      | Ideología                                                         | Votos (%)        | Con.             | Ref.  |
| ----------- | ----------- | ----------------------------------------------------------------------- | --------- | ------------------------------ | ----------------------------------------------------------------- | ---------------- | ---------------- | ----- |
|             | PICO        | Lista - Proyecto Integración de Comunidades Organizadas (PICO)          |           | Federico Salas-Guevara Schultz | Regionalismo huancavelicano                                       | 26.60%           | 5                | [ 2 ] |
|             | MITT        | Lista - Movimiento Independiente Trabajando para Todos (MITT)           |           | Maciste Díaz Abad              | Regionalismo huancavelicano                                       | 25.39%           | 2                | [ 2 ] |
|             | AYNI        | Lista - Movimiento Regional AYNI (AYNI)                                 |           | Glodoaldo Álvarez Oré          | Regionalismo huancavelicano                                       | 12.52%           | 0                | [ 2 ] |
|             | APRA        | Lista - Partido Aprista Peruano (APRA)                                  |           | Angélica Gutiérrez Paucar      | Aprismo                                                           | 7.24%            | 0                | [ 2 ] |
|             | AP          | Lista - Acción Popular (AP)                                             |           | Renán Altez Carrera            | Humanismo Nacionalismo cívico Reformismo                          | 3.69%            | 0                | [ 2 ] |
|             | PPC         | Lista - Partido Popular Cristiano (PPC)                                 |           | Edgar Contreras Sierra         | Democracia cristiana Conservadurismo social Liberalismo económico | Nuevo            | Nuevo            | [ 2 ] |
|             | MINCAP      | Lista - Movimiento Independiente de Campesinos y Profesionales (MINCAP) |           | Edgar Ruiz Quispe              | Regionalismo huancavelicano                                       | Nuevo            | Nuevo            | [ 2 ] |
|             | UxH         | Lista - Movimiento Independiente Regional Unidos por Huancavelica (UxH) |           | Wuilian Monterola Abregú       | Regionalismo huancavelicano                                       | Nuevo            | Nuevo            | [ 2 ] |
|             | FDP         | Lista - Fonavistas del Perú (FDP)                                       |           | Samuel Quispe Miranda          | Socialismo Nacionalismo de izquierda Ecologismo                   | Nuevo            | Nuevo            | [ 2 ] |

## Sondeos de opinión
La siguiente tabla enumera las estimaciones de la intención de voto en orden cronológico inverso, mostrando las más recientes primero y utilizando las fechas en las que se realizó el trabajo de campo de la encuesta. Cuando se desconocen las fechas del trabajo de campo, se proporciona la fecha de publicación.
Leyenda:
     Sondeo realizado en el periodo de prohibición legal de la difusión de sondeos de intención de voto.

### Intención de voto
La siguiente tabla enumera las estimaciones ponderadas (sin incluir votos en blanco y nulos) de la intención de voto.
|                               |            |   |      |      |      |      |     |     |  |  |
| Elecciones regionales de 2010 | 3 oct 2010 | — | 30.5 | 22.3 | 17.8 | 14.5 | 9.2 | 8.2 |  |  |
|                               |            |   |      |      |      |      |     |     |  |  |
| Ipsos Apoyo/América           | 3 oct 2010 | ? | 29.8 | 25.7 | –    | –    | –   | 4.1 |  |  |

## Resultados

### Gobierno Regional de Huancavelica
| Candidatos           | Candidatos                     | Partidos y coaliciones                                          | Voto popular | Voto popular | Voto popular |  |
| Candidatos           | Candidatos                     | Partidos y coaliciones                                          | Votos        | %            |              |  |
| -------------------- | ------------------------------ | --------------------------------------------------------------- | ------------ | ------------ | ------------ |  |
|                      | Maciste Díaz Abad              | Movimiento Independiente Trabajando para Todos (MITT)           | 52,156       | 30.49        |              |  |
|                      | Glodoaldo Álvarez Oré          | Movimiento Regional AYNI (AYNI)                                 | 38,073       | 22.26        |              |  |
|                      | Wuilian Monterola Abregú       | Movimiento Independiente Regional Unidos por Huancavelica (UxH) | 30,497       | 17.83        |              |  |
|                      | Federico Salas-Guevara Schultz | Proyecto Integración de Comunidades Organizadas (PICO)          | 24,728       | 14.46        |              |  |
|                      | Edgar Ruiz Quispe              | Movimiento Independiente de Campesinos y Profesionales (MINCAP) | 15,676       | 9.16         |              |  |
|                      | Angélica Gutiérrez Paucar      | Partido Aprista Peruano (APRA)                                  | 2,993        | 1.75         |              |  |
|                      | Renán Altez Carrera            | Acción Popular (AP)                                             | 2,954        | 1.73         |              |  |
|                      | Edgar Contreras Sierra         | Partido Popular Cristiano (PPC)                                 | 2,184        | 1.28         |              |  |
|                      | Samuel Quispe Miranda          | Fonavistas del Perú (FDP)                                       | 1,804        | 1.05         |              |  |
|                      |                                |                                                                 |              |              |              |  |
| Total                | Total                          | Total                                                           | 171,065      |              |              |  |
|                      |                                |                                                                 |              |              |              |  |
| Votos válidos        | Votos válidos                  | Votos válidos                                                   | 171,065      | 80.41        |              |  |
| Votos en blanco      | Votos en blanco                | Votos en blanco                                                 | 27,770       | 13.05        |              |  |
| Votos nulos          | Votos nulos                    | Votos nulos                                                     | 13,905       | 6.54         |              |  |
| Votos emitidos       | Votos emitidos                 | Votos emitidos                                                  | 212,740      | 85.41        |              |  |
| Abstenciones         | Abstenciones                   | Abstenciones                                                    | 36,337       | 14.59        |              |  |
| Votantes registrados | Votantes registrados           | Votantes registrados                                            | 249,077      |              |              |  |
|                      |                                |                                                                 |              |              |              |  |
| Fuente:              |                                |                                                                 |              |              |              |  |

### Consejo Regional de Huancavelica
|                        |                                                                 |              |              |              |            |            |
| Partidos y coaliciones | Partidos y coaliciones                                          | Voto popular | Voto popular | Voto popular | Consejeros | Consejeros |
| Partidos y coaliciones | Partidos y coaliciones                                          | Votos        | %            | ±pp          | Total      | +/−        |
|                        | Movimiento Independiente Trabajando para Todos (MITT)           | 46,320       | 28.80        | +3.41        | 4          | +2         |
|                        | Movimiento Regional AYNI (AYNI)                                 | 42,153       | 26.21        | +13.69       | 3          | +3         |
|                        | Movimiento Independiente Regional Unidos por Huancavelica (UxH) | 26,030       | 16.19        | Nuevo        | 0          | ±0         |
|                        | Proyecto Integración de Comunidades Organizadas (PICO)          | 19,096       | 11.87        | –14.73       | 0          | –5         |
|                        | Movimiento Independiente de Campesinos y Profesionales (MINCAP) | 15,764       | 9.80         | n/a          | 0          | ±0         |
|                        | Acción Popular (AP)                                             | 3,628        | 2.26         | –1.43        | 0          | ±0         |
|                        | Partido Popular Cristiano (PPC)                                 | 3,107        | 1.93         | Nuevo        | 0          | ±0         |
|                        | Partido Aprista Peruano (APRA)                                  | 2,985        | 1.86         | –5.38        | 0          | ±0         |
|                        | Fonavistas del Perú (FDP)                                       | 1,727        | 1.07         | Nuevo        | 0          | ±0         |
|                        |                                                                 |              |              |              |            |            |
| Total                  | Total                                                           | 160,810      |              |              | 7          | ±0         |
|                        |                                                                 |              |              |              |            |            |
| Votos válidos          | Votos válidos                                                   | 160,810      | 75.59        | –9.16        |            |            |
| Votos en blanco        | Votos en blanco                                                 | 37,955       | 17.84        | +12.09       |            |            |
| Votos nulos            | Votos nulos                                                     | 13,975       | 6.57         | –2.93        |            |            |
| Votos emitidos         | Votos emitidos                                                  | 212,740      | 85.41        | –1.95        |            |            |
| Abstenciones           | Abstenciones                                                    | 36,337       | 14.59        | +1.95        |            |            |
| Votantes registrados   | Votantes registrados                                            | 249,077      |              |              |            |            |
|                        |                                                                 |              |              |              |            |            |
| Fuente:                |                                                                 |              |              |              |            |            |

#### Resultados por provincia
| Provincia      | MITT     | MITT | AYNI | AYNI | UxH  | UxH | PICO | PICO | MINCAP | MINCAP | AP   | AP  | PPC  | PPC | APRA | APRA | FDP | FDP |   |
| Provincia      | %        | E    | %    | E    | %    | E   | %    | E    | %      | E      | %    | E   | %    | E   | %    | E    | %   | E   |   |
| -------------- | -------- | ---- | ---- | ---- | ---- | --- | ---- | ---- | ------ | ------ | ---- | --- | ---- | --- | ---- | ---- | --- | --- | - |
| Provincia      | Acobamba | 28.5 | –    | 37.3 | 1    | 7.3 | –    | 21.7 | –      | 2.7    | –    | 0.6 | –    | 0.7 | –    | 0.2  | –   | 1.0 | – |
| Angaraes       | 18.5     | –    | 29.7 | 1    | 14.2 | –   | 19.7 | –    | 16.8   | –      | 0.4  | –   | 0.2  | –   |      |      | 0.5 | –   |   |
| Castrovirreyna | 29.7     | 1    | 9.2  | –    | 23.4 | –   |      |      | 4.2    | –      | 3.3  | –   | 24.5 | –   | 5.2  | –    | 0.5 | –   |   |
| Churcampa      | 27.6     | 1    | 23.3 | –    | 23.8 | –   | 15.0 | –    | 6.9    | –      | 0.2  | –   | 0.1  | –   | 2.9  | –    | 0.2 | –   |   |
| Huancavelica   | 23.9     | –    | 25.0 | 1    | 16.2 | –   | 14.0 | –    | 14.2   | –      | 1.5  | –   | 0.3  | –   | 1.9  | –    | 2.6 | –   |   |
| Huaytará       | 29.4     | 1    | 9.8  | –    | 18.7 | –   | 11.2 | –    | 5.6    | –      | 17.8 | –   | 1.5  | –   | 5.6  | –    | 0.4 | –   |   |
| Tayacaja       | 42.3     | 1    | 30.4 | –    | 16.5 | –   |      |      | 7.5    | –      | 1.2  | –   | 1.0  | –   | 1.2  | –    |     |     |   |
| Total          | 28.8     | 4    | 26.2 | 3    | 16.2 | –   | 11.9 | –    | 9.8    | –      | 2.3  | –   | 1.9  | –   | 1.9  | –    | 1.1 | –   |   |

### Autoridades electas
| Cargo                                                   | Autoridad electa | Autoridad electa        | Partido político | Partido político                               |
| ------------------------------------------------------- | ---------------- | ----------------------- | ---------------- | ---------------------------------------------- |
| Presidente Regional de Huancavelica                     |                  | Maciste Díaz Abad       |                  | Movimiento Independiente Trabajando para Todos |
| Vicepresidente Regional de Huancavelica                 |                  | Augusto Olivares Huamán |                  | Movimiento Independiente Trabajando para Todos |
| Consejero Regional de Huancavelica (por Acobamba)       |                  | Arturo Ccoñas Béjar     |                  | Movimiento Regional AYNI                       |
| Consejero Regional de Huancavelica (por Angaraes)       |                  | Pablo Quiña Capcha      |                  | Movimiento Regional AYNI                       |
| Consejera Regional de Huancavelica (por Castrovirreyna) |                  | Milagro Almanza Ayala   |                  | Movimiento Independiente Trabajando para Todos |
| Consejero Regional de Huancavelica (por Churcampa)      |                  | Jorge Chávez Benites    |                  | Movimiento Independiente Trabajando para Todos |
| Consejero Regional de Huancavelica (por Huancavelica)   |                  | David Cepida Quispe     |                  | Movimiento Regional AYNI                       |
| Consejera Regional de Huancavelica (por Huaytará)       |                  | Yris Martínez Buleje    |                  | Movimiento Independiente Trabajando para Todos |
| Consejero Regional de Huancavelica (por Tayacaja)       |                  | Ernan Ramón Llulluy     |                  | Movimiento Independiente Trabajando para Todos |